# Autoroute A77
L’autoroute A 77 è un'autostrada francese che si dirama dall'A6 a Poligny e termina a Nevers, dove viene proseguita dalla N7 senza soluzione di continuità. Nel suo percorso doppia la N7, servendosi della valle del Loing (dove passa per Montargis) e della Loira.